# Monte Marsicano
Il monte Marsicano è una delle cime maggiori dei monti Marsicani, alto 2.245 m s.l.m., situato nell'area protetta del parco nazionale d'Abruzzo, Lazio e Molise, tra i territori dei comuni di Opi, Pescasseroli, Scanno e Villetta Barrea.

## Storia

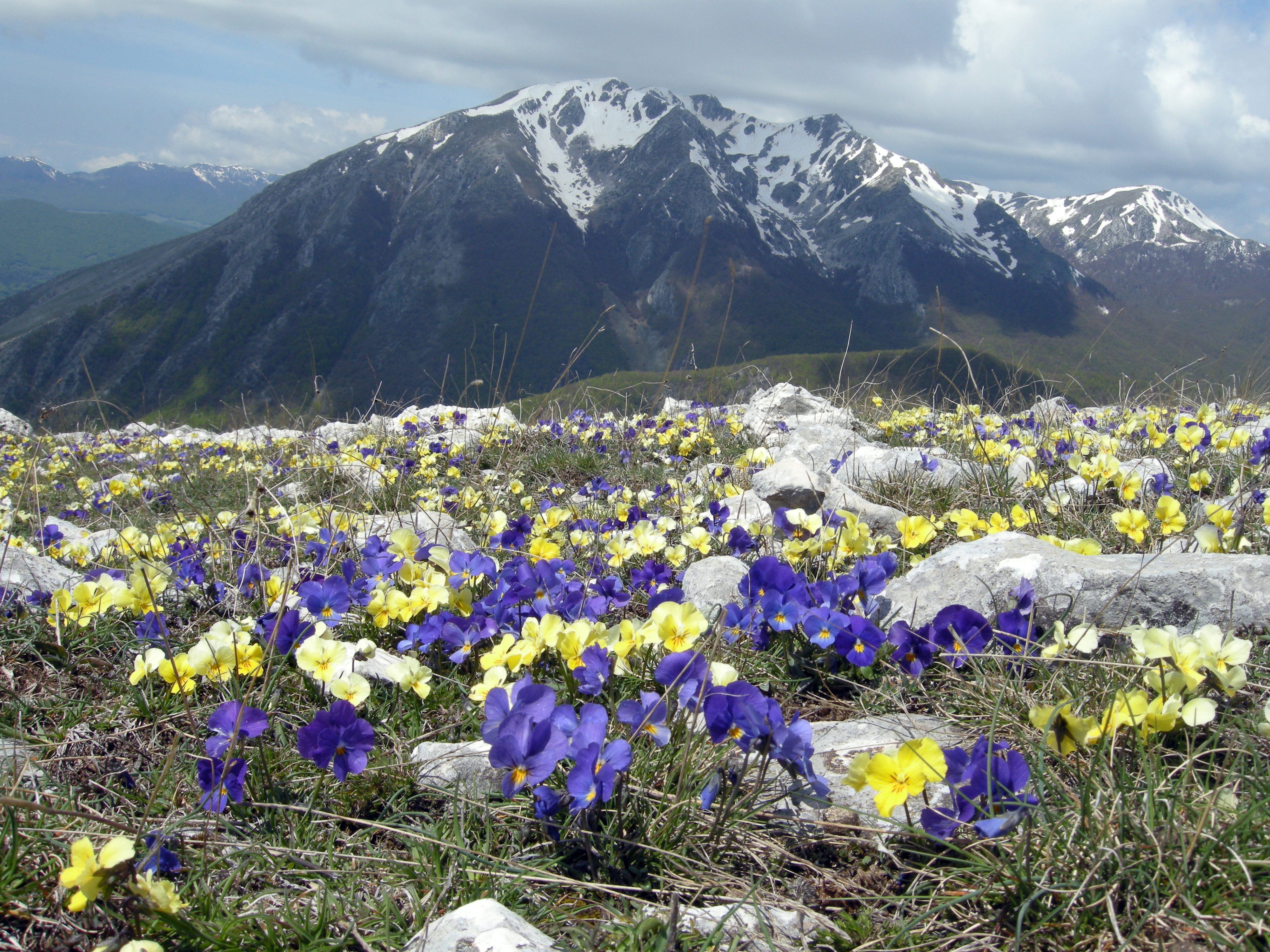
Veduta del monte Marsicano

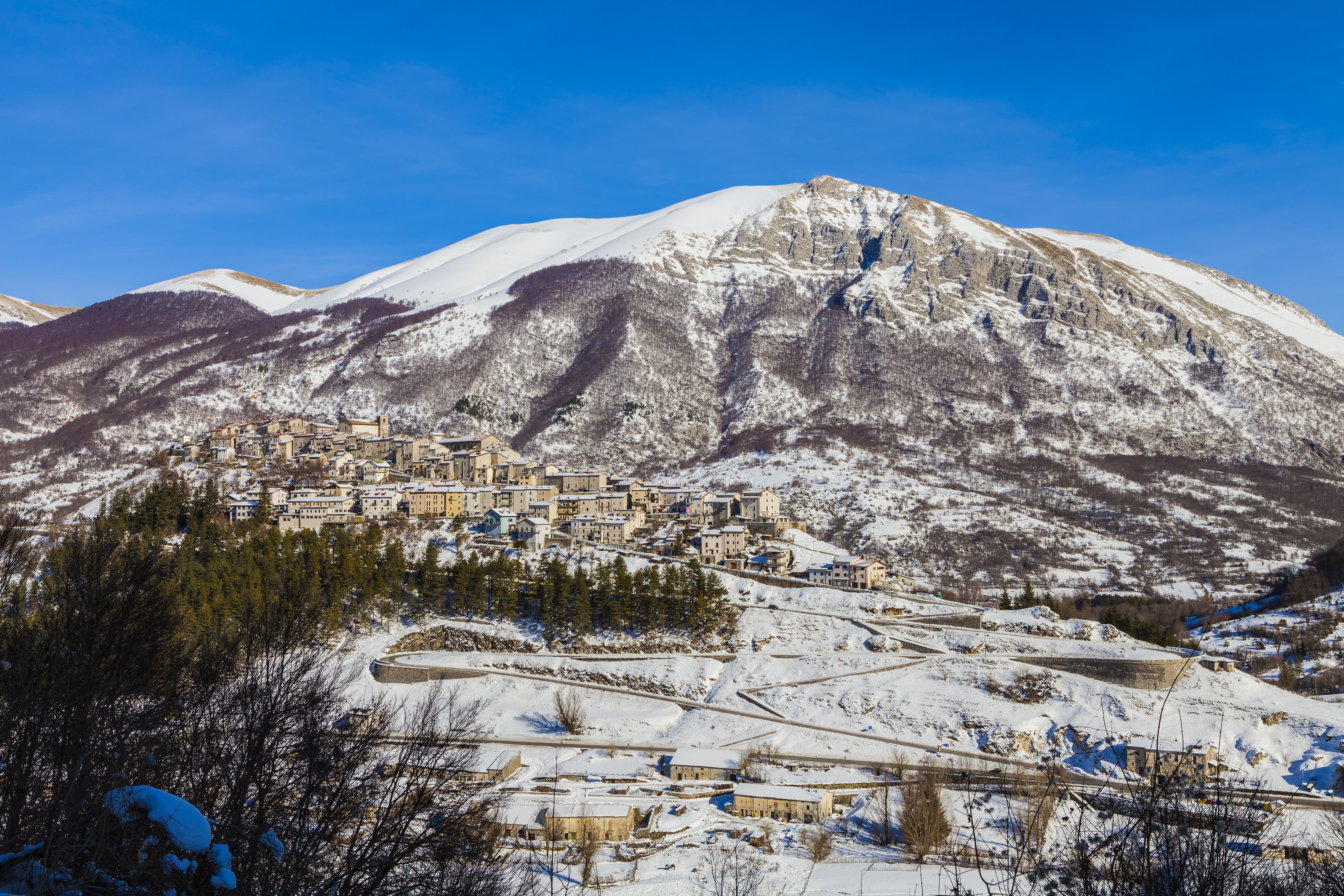
Il monte innevato sullo sfondo di Opi

Il monte Marsicano, il cui toponimo deriva dal nome dalla regione storico-geografica della Marsica, ha segnato nell'antichità i confini posti tra i territori occupati dai Marsi, dai Peligni e da altre popolazioni italiche attestate nella città antica di Aufidena, rappresentando la linea di demarcazione dell'area marsicana con l'alto Sangro.

## Descrizione
Incastonato tra le valli dei monti Marsicani, forma un vero e proprio gruppo montuoso che assieme al gruppo della Montagna Grande e alla Serra della Terratta dà vita a sua volta ad una lunga dorsale montuosa che divide la conca di Pescasseroli-Opi (alto Sangro) ad ovest dalla vallata di Scanno (valle del Tasso-Sagittario) ad est, poco più a nord del bacino idrico del lago di Barrea e del massiccio del Monte Greco, ad est del gruppo del Monte Petroso e della Camosciara (Monti della Meta) e a ovest del Monte Godi.
L'altitudine ufficialmente riconosciuta è di 2245 m s.l.m., la più alta del parco nazionale d'Abruzzo, Lazio e Molise dopo quella del monte Petroso che raggiunge quota 2249 m s.l.m.; tuttavia le vette più alte denominate "Cima del monte Marsicano" (o "Monte Marsicano Est") e "Anticima" raggiungono rispettivamente quota 2253 e 2252 m s.l.m..

### Flora e fauna
La montagna si caratterizza per il crinale e le doline brulle e le pendici coperte da una vegetazione discontinua di faggete. Tra gli animali che più frequentemente popolano la montagna figurano oltre al camoscio anche il cervo nobile, il lupo appenninico e l'orso bruno marsicano. 

In un territorio di 20 ha situato alle pendici del monte Marsicano si trovava l'area faunistica dedicata al camoscio d'Abruzzo.Tuttavia, tale area è stata smantellata nel 2021.

### Visuale dalla vetta
Dalla vetta del monte Marsicano è possibile ammirare ad est il massiccio della Majella e tutt'intorno le cime della dorsale dei monti della Meta e dell'intero gruppo montuoso dei monti Marsicani.

## Cartografia
- Rete sentieristica del parco nazionale d'Abruzzo, Lazio e Molise, consultabile on line
- Cartografia ufficiale italiana dell'Istituto Geografico Militare (IGM) in scala 1:25.000 e 1:100.000, consultabile on line